# 北区立東十条小学校
北区立東十条小学校は、東京都北区東十条3丁目にある公立小学校。

## 概要
1954年（昭和29年）10月1日に北区立稲田小学校分校として開設し、1956年（昭和31年）11月1日に北区立東十条小学校として独立開校した。
昭和55年に、鹿児島県与論島の3つの小学校（茶花小・那間小・与論小）と姉妹校盟約を結び、25年以上にわたり交流を行っている。

## 沿革
出典
- 1933年（昭和8年） - 北区立王子第四尋常小学校として開校。
- 1945年（昭和20年） - 城北空襲により焼失する。
- 1954年（昭和29年）10月1日 - 北区立稲田小学校分校として開設。[要出典]
- 1956年（昭和31年）11月1日 - 北区立東十条小学校として独立開校[2]。この時点の児童数は690名、学級数14、職員数は20名。
- 1958年（昭和33年） - 校歌制定。
- 1966年（昭和41年） - 創立10周年記念式典挙行し、岩石園完成。
- 1974年（昭和49年） - 鹿児島県与論町より記念樹「そてつ」が贈られる。
- 1976年（昭和51年） - 創立20周年記念式典挙行。
- 1980年（昭和55年）9月20日 - 鹿児島県大島郡与論町3小学校（与論小、那間小、茶花小）と姉妹校盟約式挙行。
- 1981年（昭和56年） - 与論島3小学校へ東十条小代表訪問（現在も継続）。同年、正門横に交番ができる。
- 1984年（昭和59年） - 与論島3小学校より訪問団来校（現在も継続）。
- 1986年（昭和61年） - 創立30周年記念式典挙行し、記念壁画完成。
- 1987年（昭和62年） - 王子第四尋常小学校記念碑除幕式挙行。
- 1990年（平成2年） - 姉妹校盟約10周年諸行事挙行。
- 1996年（平成8年） - 創立40周年記念式典挙行。
- 1997年（平成9年） - 姉妹校盟約記念碑建立披露。
- 2004年（平成16年） - 地域寺子屋開始。
- 2006年（平成18年） - 創立50周年記念式典挙行。ふれあい歴史館開館。
- 2007年（平成19年） - 放課後子ども教室開始。
- 2008年（平成20年） - 屋上緑化工事完了。校舎冷暖房機設置完了。
- 2010年（平成22年） - 姉妹校盟約30周年記念式典挙行。
- 2011年（平成23年） - 緑のカーテン設置。
- 2012年（平成24年） - 放課後子どもプラン開始。
- 2015年（平成27年） - 校庭改修完了。
- 2016年（平成28年） - 創立60周年記念式典挙行。ビオトープ完成。

## 教育目標
人間尊重の精神を基調とした心の通った教育を推進し、郷土の国家国際社会に寄与できる知・徳・体の調和のとれた人間性豊かで実践的、行動力の溢れた人間の育成を目指す。
- 学び合う子
- やさしい子
- 元気な子
- 誠を尽くす子（2006年に付け加えられた）

## 通学区域
- 東十条1丁目（全域）
- 東十条2丁目（全域）
- 東十条3丁目（1～9番・11～18番）
- 東十条4丁目（全域）[3]

## 進学先中学校
- 北区立王子桜中学校

## 交通
- JR京浜東北線東十条駅（北口）から、徒歩4分。